# Orhan Suda
Orhan Suda (* 1. Juli 1916 in Adapazarı; † 15. Dezember 1978) war ein türkischer Radrennfahrer.

## Sportliche Laufbahn
Suda war im Straßenradsport aktiv und Teilnehmer der Olympischen Sommerspiele 1936 in Berlin. Im olympischen Straßenrennen kam er nicht ins Ziel. Die türkische Mannschaft mit Orhan Suda, Talat Tunçalp, Kazım Bingen und Kirkor Canbazyan kam nicht in die Mannschaftswertung.
Suda war auch Teilnehmer der Olympischen Sommerspiele 1948 in London. Das olympische Straßenrennen beendete er nicht. Die Türkei kam mit Ali Çetiner, Enver Osmalı, Orhan Suda und Talat Tunçalp nicht in die Mannschaftswertung, da kein Fahrer das Rennen beendet hatte. Über sein weiteres Leben und seine sportlichen Erfolge ist nichts bekannt.